# 이주흥
이주흥(李宙興, 1952년 ~2019년)은 서울중앙지방법원과 대전지방법원에서 법원장을 역임한 법조인이다.

## 생애
1952년 경상남도 마산시에서 태어난 이주흥은 1970년 마산고등학교와 1974년 서울대학교 법학과를 졸업하고 1974년 제16회 사법시험에 합격했다. 군 법무관과 제6기 사법연수원을 수료하고 1979년 춘천지방법원 판사에 임용되어 재직하다가 1982년 춘천지방법원 영주지원장을 지내고 1983년에 독일 괴팅엔 대학에서 연수했다. 독일 유학을 마치고 1984년에 복직하여 서울지방법원 의정부지원, 1985년에 서울지방법원 동부지원, 1987년에 서울고등법원 판사를 하다가 1990년에 대법원 재판연구관을 거쳐 1991년에 부산지방법원 부장판사에 임명되어 2년동안 재직하다가 사법연수원 교수와 법원행정처 송무국장을 하였으며 이후 서울지방법원과 대전고등법원, 서울고등법원 등에서 부장판사로 임명되어 재판장을 하였다. 2005년 11월에 법원장으로 승진하여 2008년 2월 법원 정기인사를 앞두고 사직할 때까지 대전지방법원과 서울중앙지방법원에서 법원장을 역임했다.
법관에서 물러난 이후 법무법인 화우 대표 변호사로 있으면서 한국해법학회 고문과 굿소사이어티 운영위원회 위원, 대한치과의사협회 고문변호사, 서울예술단 이사를 지내다가 2013년 3월 제4대 선거관리위원회 인터넷선거보도심의위원회 위원장에 선출되어 2016년까짖 재직하였다.
서울중앙지방법원장에 취임한 이후 첫번째 크리스마스를 맞아 1,300명에 이르는 법관과 직원 모두에게 2006년 베스트셀러인 ‘핑’과 장영희 서강대 교수가 쓴 ‘생일’이라는 책 2권과 함께 "화목한 분위기에서 각자가 능력을 발휘해 국민의 신뢰와 사랑을 받는 법원을 만드는 것이 우리가 할 일"이라는 내용으로 법원 직원들의 노고를 격려하는 편지를 전달하면서 민원상담실에서 1일 근무를 직접 체험한 판사 60여명에게 '블랙먼, 판사가 되다’라는 책을 선물했다. 2008년 1월 30일에 대법관 제청 자문위원회에 의해 차한성 법원행정처 차장, 손용근 서울행정법원장, 양창수 서울대학교 법대 교수와 함께 대법관 후보자로 추천되었으나 임명되지 못했다.